# Pfälzische Nähmaschinen- und Fahrradfabrik vormals Gebrüder Kayser

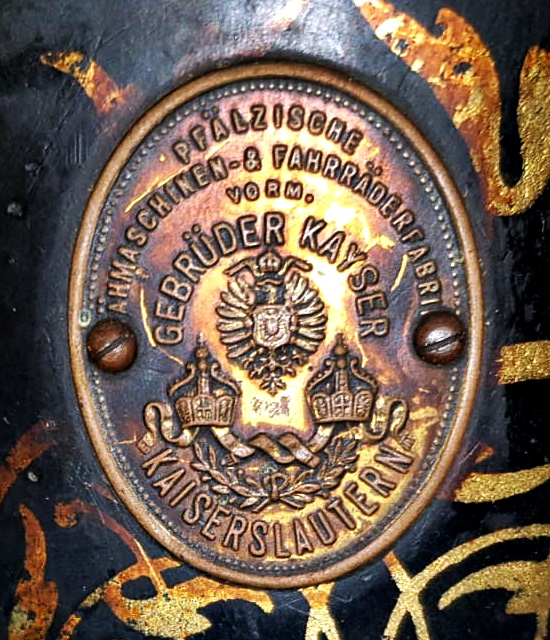
Emblema della compagnia

Pfälzische Nähmaschinen- und Fahrradfabrik vormals Gebrüder Kayser AG fu una casa automobilistica tedesca.

## Storia
La società di Kaiserslautern iniziò nel 1899 con la produzione di automobili. Il marchio usato fu Kayser, dal 1902 Primus. La società fu presente nel 1901 al salone dell'automobile di Francoforte, così come nel marzo 1903 al Deutschen Automobilausstellung di Berlino. Nello stesso anno cessò la produzione.
La fabbrica di macchine da cucire e biciclette della Renania Palatinato, un tempo Gebrüder Kayser AG, aveva concesso licenze per la riproduzione alla società inglese Botwoods .

## Autoveicoli

### Kayser
Il primo modello a quattro ruote fu a marchio Primus. Fu un'utilitaria. Per la propulsione utilizzò un motore monocilindrico da 5 HP, montato anteriormente. Il veicolo utilizzava un raffreddamento a termosifone, accensione elettrica, trasmissione a tre velocità e trasmissione a catena. La carrozzeria aperta era a due posti.
Inoltre vi furono modelli tricicli.

### Primus
Il modello dal 1902 ebbe marchio Primus e denominato Doktorwagen. Per quanto riguarda la motorizzazione dopo il monocilindrico vi furono un bicilindrico e un quattro cilindri.